# Sénat du Dakota du Sud
Capitole de l'État du Dakota du Sud, Pierre
Le Sénat du Dakota du Sud (South Dakota Senate) est la chambre haute de la législature d'État du Dakota du Sud aux États-Unis d'Amérique. Il comprend 35 parlementaires élus chacun dans un district. 
Le sénat du Dakota du Sud siège au Capitole situé à Pierre.
Le Sénat est présidé par le lieutenant-gouverneur de l'État et ne participe que pour départager les votes très serrés. 
Lors de la 57e législature (2007-2008), le président du Sénat est le républicain Dennis Daugaard (R - Pierre), lieutenant gouverneur de Dakota du Sud. Le chef de la majorité sénatoriale est le républicain David Knudson (R - Sioux Falls) et le chef de la minorité sénatoriale est le démocrate Scott Heidepriem (D - Sioux Falls).

## Système électoral
Le Sénat du Dakota du Sud est composé de 35 sièges pourvus pour deux ans au scrutin uninominal majoritaire à un tour dans autant de circonscriptions. Depuis un amendement constitutionnel en 1992, il existe une limite de quatre mandats consécutifs.